# Język artystyczny
Język artystyczny (także artlang) – język sztuczny stworzony dla celów artystycznych i estetycznych. W przeciwieństwie do większości języków pomocniczych, języki tego typu mogą posiadać skomplikowaną gramatykę z wieloma wyjątkami. Wiele z nich stworzonych jest w kontekście fikcyjnych światów tak jak np. w powieści Władca Pierścieni J.R.R. Tolkiena. Inne mogą reprezentować język fikcyjnej mniejszości etnicznej lub nie posiadać żadnego tła fabularnego czy historycznego.

## Rodzaje języków artystycznych
Większość języków artystycznych stanowią języki fikcyjne, które pojawiają się w książkach, filmach i innych dziełach artystycznych. Do języków artystycznych należą także języki alternatywne takie jak wenedyk (są to także języki fikcyjne). Podobnymi językami są te wykorzystywane w wirtualnych państwach, które de facto nie są językami fikcyjnymi. Są też języki tworzone na podstawie historii alternatywnej, a więc teorii co by było, gdyby historia potoczyła się inaczej.
Innym przykładem są języki osobiste, które tworzone są „przez samego siebie dla samego siebie”.